# Temnora excisa
Temnora excisa är en fjärilsart som beskrevs av Walker 1856. Temnora excisa ingår i släktet Temnora och familjen svärmare. Inga underarter finns listade i Catalogue of Life.